# Didymosphenia geminata
Didymosphenia geminata (comúnmente llamada moco de roca, chapapote de los ríos o Didymo) es una diatomea bentónica de agua dulce que fue descrita en 1899, en un principio, como propia de ecosistemas acuáticos oligotróficos, con aguas frías y de baja conductividad, presentando una rara frecuencia en los ríos del Hemisferio Norte donde es originaria. Sin embargo, en las últimas décadas se ha expandido rápidamente a otros países e incluso al Hemisferio Sur (Nueva Zelanda en 2004, Chile y Argentina en 2010).
Sus blooms o floraciones algales se presentan como un tapiz de marrón a beige con aspecto lanudo que invade el fondo principalmente de ríos, aunque también lagos, ocasionando graves daños ecológicos y económicos. Altera los ecosistemas acuáticos perjudicando a peces e invertebrados dulceacuícolas y con ello a todo el ecosistema. 
En España, fue incluida en el catálogo español de especies exóticas invasoras en el año 2011. Durante el periodo de 2006—2009, D. geminata aparece en la cuenca del río Ebro (en el noreste de España). La presencia de floraciones en algunos ríos en 2009, fue encontrada en el verano en 24 localidades, formando blooms en tres de ellos.

## Descripción

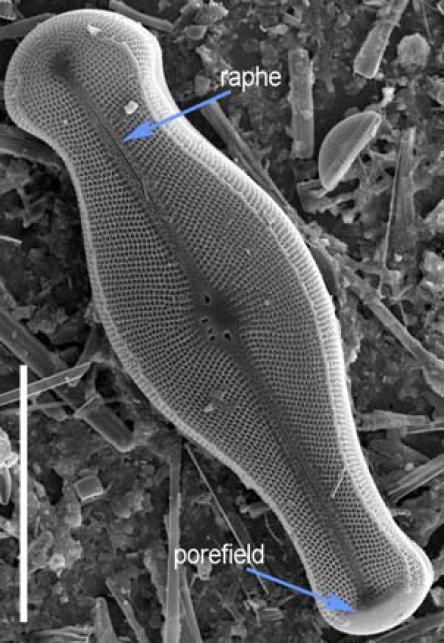
Microfotografía con microscopio de barrido ambiental de la frústula de Didymosphenia geminata. La barra de escala son 50 μm. Imagen por Sarah Spaulding, USGS.

### Aspecto macroscópico
Su aspecto macroscópico se debe a la multitud de tallos ("cola") que se observan al microscopio, entrelazados, formando una especie de tapete o alfombra sobre cualquier superficie sumergida, aunque preferentemente rocas y piedras de gran tamaño. Es de color pardo y homogéneo. Es suave, aunque fibroso para el tacto y se puede pellizcar parte de ese tapete y se debe poder formar una bola entre los dedos, sin desarmarse como el resto de las algas. Además, nunca es verde.

### Aspecto microscópico
Didymosphenia geminata es una diatomea cuyo ciclo vital, al igual que en el resto de ellas, incluye una forma de vida vegetativa y una forma de reproducción sexual aunque no están documentadas en esta especie.
Existen dos formas de la especie, una bentónica con un largo tallo del que suelen surgir dos células típicas por cada división celular. La otra forma es una célula pelágica individual, que vive principalmente en el fitoplancton, flotando en la columna de agua.
Sus células son simétricas a lo largo del eje apical, poseen rafe que les permite moverse por las superficies y poros apicales a través de los cuales secretan el tallo de mucopolisacáridos. En vista valvar se observa un ensanchamiento de la zona apical. En vista pleural una de las zonas apicales es más ancha que la otra, confiriéndole una forma similar a una botella de refresco.
El tallo se adhiere a las superficies sumergidas, para luego alargar este tallo y entonces entrar en división celular (crecimiento vegetativo, mitosis), dividiendo el tallo junto con la célula. Forma entonces una masa de tallos que es lo que le confiere su aspecto macroscópico. Las sustancias poliméricas extracelulares (EPS) que forman los tallos están hechas principalmente de Polisacáridos y Proteínas, formando un complejo de varias capas que es muy resistente a la degradación.

## Distribución
Existe controversia sobre de dónde es nativa esta diatomea pues ha sido reportada en lagos oligotróficos europeos en el siglo XIX. No obstante, su cambio de valencia ecológica invadiendo ríos que antes no habitaba, debido a circunstancias no aclaradas, hace que se le catalogue como especie invasora en muchos lugares de Europa.
De todas formas, hay un consenso de que esta microalga de agua dulce es originaria de la región templada fría del Hemisferio Norte, y es considerada una especie invasora de imposible erradicación en distintos cuerpos de agua de Nueva Zelanda, América del Norte, Europa, Asia y Sudamérica. En los últimas dos décadas ha tenido una alta expansión a nivel mundial.

## Impacto ecológico

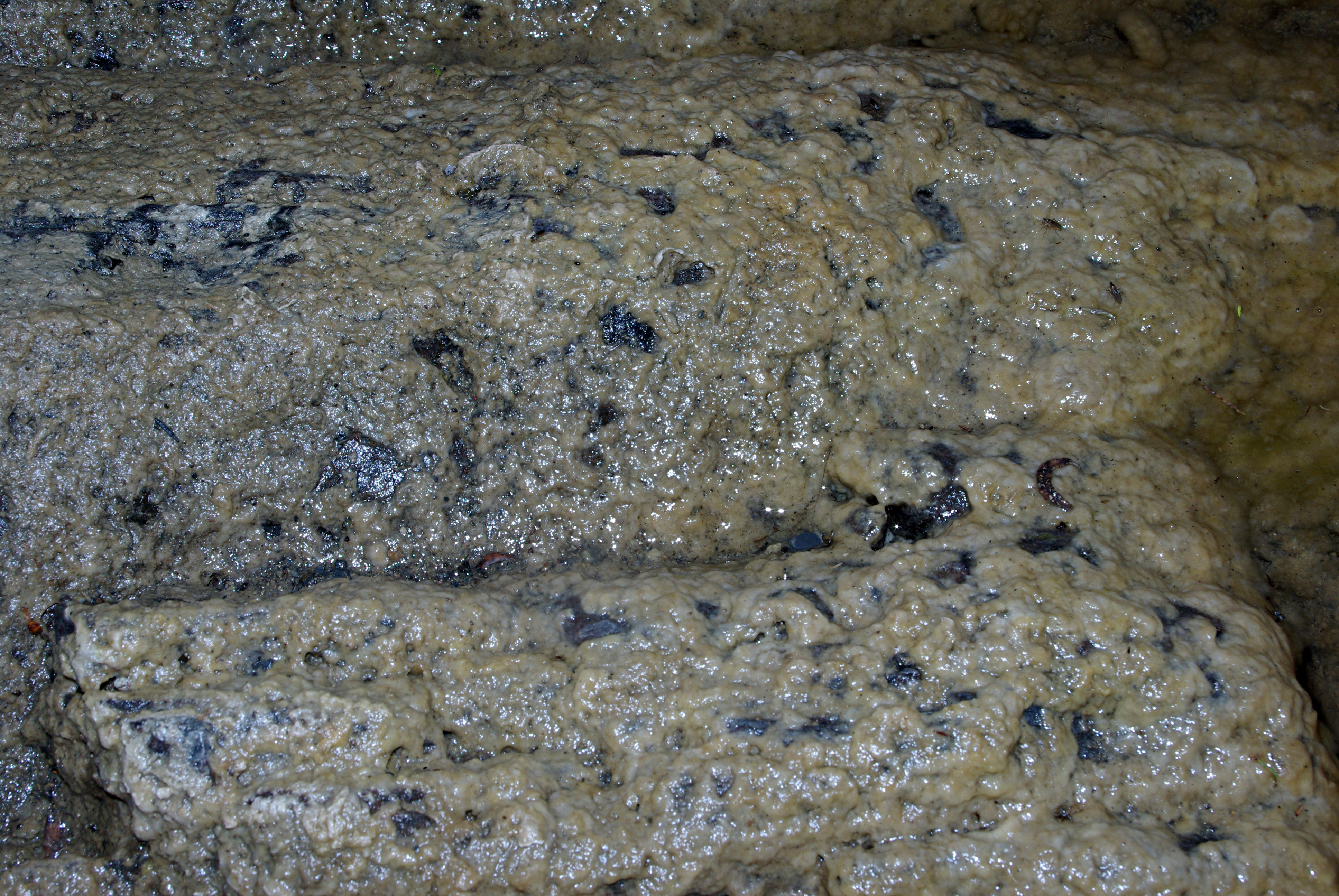
Didymosphenia geminata en el río Yuso, en León, España.

El moco de roca, adherido a rocas en cursos de agua,  provoca un enturbiamiento de caudales habitualmente cristalinos. No puede dispersarse hacia zonas cercanas al mar, pues las cuencas ubicadas próximas al océano adquieren una salinidad que hace incompatible su existencia, por lo que crece en aguas dulces del interior. Se mueve en los procesos de flujo de ríos y lagos, por medio de agentes naturales como aves migratorias o pequeños roedores, aunque este impacto en el avance de la contaminación hacia el norte es menor. La presencia de estas microalgas termina dañando la calidad del agua y, por consecuencia, la calidad de los espermatozoides que los peces eyaculan al río durante su fase de reproducción, alterando toda la cadena trófica.
Sus primeros afloramientos datan de la década de 1980, en las cuencas cercanas a la ciudad de Vancouver, en Canadá. Sus mayores impactos han ocurrido en el hemisferio austral, siendo frecuente en Nueva Zelanda, donde llegó como una especie introducida que causó millonarios daños en bioseguridad y turismo, cubriendo más de 150 ríos de la isla Sur. Se estima que provocó un impacto económico de US$ 90 millones. En Chile, hacia 2010 se registraba una cuenca contaminada (el río Yelcho, en el extremo sur), mientras que al año siguiente se encontraba en tres cuencas aledañas, entre ellas Aysén, Palena y Baker. Hacia 2017, la Didymo se encuentra presente de manera irregular en distintas cuencas entre el río Renaico, en la región del Biobío (centro sur) y  la isla Grande de Tierra del Fuego, extendiendo su rango de dispersión en casi 500 kilómetros a lo largo del país.
En España, debido a su potencial colonizador y constituir una amenaza grave para las especies autóctonas, los hábitats o los ecosistemas, esta especie ha sido incluida en el Catálogo Español de Especies exóticas Invasoras, aprobado por Real Decreto 630/2013, de 2 de agosto.

## Medidas para prevenir su propagación

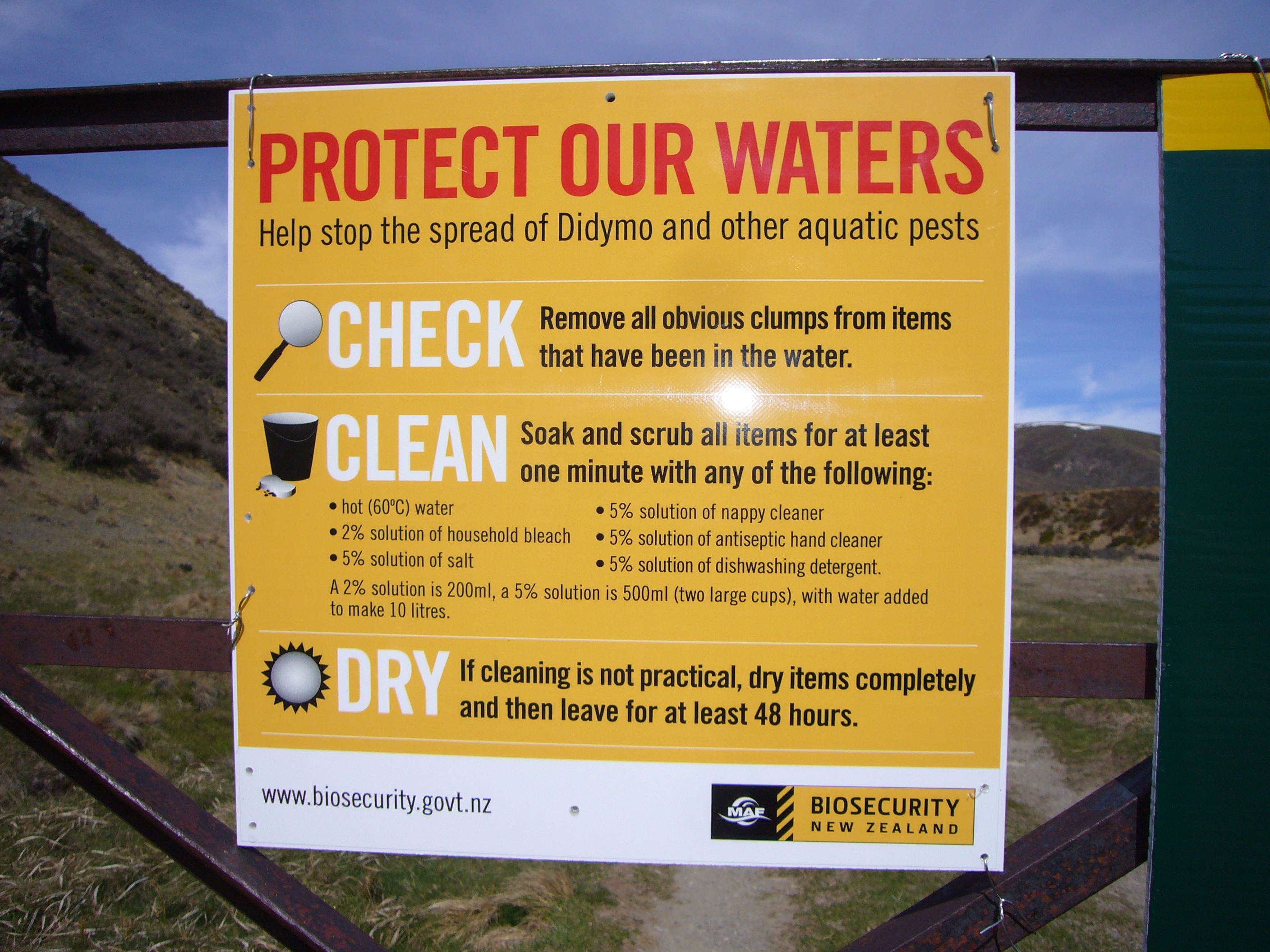
Cartel con medidas preventivas de bioseguridad ante la presencia de Didymo, en Nueva Zelanda.

Diversos factores facilitan la propagación de la didymo, siendo el que genera más consenso en la comunidad científica, es el transporte humano. El moco de roca se adhiere a equipos de pesca deportiva o botes, que luego son utilizados en otros afluentes. De esta forma, y pese a los esfuerzos por instalar zonas especiales de lavados que permitan a los usuarios no convertirse en agentes transmisores, la dispersión de este fenómeno continúa siendo una grave amenaza. Con todo, su eliminación total química o físicamente es imposible. Aunque se pudiera en un futuro, es posible que el daño ecológico de esta medida fuera mayor que el daño producido por Didymo. Además una sola célula es suficiente para propagarse por un nuevo cauce de agua y son capaces de conservar su viabilidad durante largo tiempo sobreviviendo en la ropa o en el equipo. Por estos motivos las acciones se centran en evitar la propagación especialmente en aquellos países que han sufrido los mayores blooms, como es el caso de Nueva Zelanda. Las autoridades de este país han desarrollado medidas de educación ambiental y editado manuales con medidas destinadas a reducir su propagación. Las medidas consisten en:
- Remover: Antes de salir del río, comprobar la embarcación o el equipo y retirar todo grupo de algas que se encuentre con cuidado de revisar posibles grupos ocultos.
- Limpiar: Limpiar todo artículo que haya estado en contacto con el agua. Debido a que sólo con agua no se elimina la amenaza de propagación, se debe tratar el equipo como se describe a continuación:
  - Para objetos no absorbentes emojar y fregar todos los artículos durante al menos un minuto en una de las siguientes soluciones :
    -       - Agua muy caliente por encima de 60 °C (más caliente que el agua caliente del grifo) , o por lo menos durante 20 minutos en agua caliente por encima de 45 °C (incómoda al tacto).
      - Solución de 2% de lejía (200 ml y se añadió agua para hacer 10 litros )
      - Una solución de 5% de sal (500 ml o 2 tazas de café y agregar para hacer 10 litros)
      - Una solución al 5% de limpiador de manos antiséptico (500 ml o 2 tazas de café y agregar hasta hacer 10 litros);
      - Una solución al 5% de detergente líquido ( 500 ml o 2 tazas de café y agrega hasta hacer 10 litros ).

  - Para artículos absorbentes,  introducir en un recipiente que permita que esté sumergido por completo y dejarlo a remojo aplicando uno de los siguientes protocolos de limpieza:
    -       - 40 minutos en agua caliente por encima de 45 °C;
      - 30 minutos en agua caliente mantienen por encima de 45 °C que contenga una solución al 5% de líquido lavavajillas.

  - Secar: En caso de no poder lavar el material debe secarlo a conciencia y abstenerse de usarlo en las siguientes 48 h.  El secado debe ser completo de manera que se sienta al tacto, por dentro y por fuera. Una célula de Didymo en un material completamente seco sobrevive unas 48 h, pero si queda algo de humedad será capaz de sobrevivir durante meses. Si es posible, en caso de que no pueda ser limpiado o que el artículo sea líquido, se recomienda la congelación.